# Bordes (Altos Pirineos)
 Bordes  es una comuna y población de Francia, en la región de Mediodía-Pirineos, departamento de Altos Pirineos, en el distrito de Tarbes y cantón de Tournay.
Está integrada en la Communauté de communes du Canton de Tournay.

## Demografía
Su población en el censo de 1999 era de 556 habitantes.
| 514 | 540 | 538 | 493 | 522 | 556 |
| Para los censos de 1962 a 1999 la población legal corresponde a la población sin duplicidades (Fuente: INSEE [Consultar]) |     |     |     |     |     |